# Stará Ves nad Ondřejnicí
Stará Ves nad Ondřejnicí é uma comuna checa localizada na região de Morávia-Silésia, distrito de Ostrava.